# 沙班·紹利奇
沙班·紹利奇（1951年9月6日—2019年2月17日）是一位塞爾維亞民謠歌手。他從藝五十多年，在前南斯拉夫地區有「民謠之王」的美稱。

## 生平

### 早年生活
沙班·紹利奇於1951年9月6日出生在南斯拉夫塞爾維亞沙巴茨的穆斯林家庭。他的父母親是市集商人，經常不在家，所以他是由姊姊照顧長大。
紹利奇的母親来自位於德里納河對岸、南斯拉夫解體後屬於波士尼亞與赫塞哥維納的塞族共和國的城市比耶利納。紹利奇童年時曾在比耶利納居住過一段時間，他對歌唱的愛好受到母親以及波德里涅（德里納河河谷地區）文化的影響。

### 職業生涯

#### 發跡
紹利奇起初有志於足球和拳擊運動，然而他的一位曾經當過拳擊手的叔叔注意到他的音樂天賦，鼓勵仍是青少年的紹利奇在沙巴茨地方上的卡法納（巴爾幹式的音樂餐酒館）演唱，由此展開了他五十多年的音樂生涯。1969年，18歲的紹利奇錄製了他的第一張單曲Dajte mi utjehu（給我安慰）。這首歌獲得廣大迴響，使他一炮而紅，之後他便搬到貝爾格勒展開後續的職業生涯。

#### 走紅
紹利奇的歌曲中反覆使用了農村人漂移到城市工作的經驗作為主題，如1974年的歌曲Kako si majko kako si oče（媽媽你好嗎，爸爸你好嗎）、1979年的歌曲S namerom pođoh u veliki grad（我特意來到大城市），他的歌曲在卡法納之間引起共鳴。紹利奇的音樂風格歸屬於1960年代在南斯拉夫興起的「新創作民謠」，那是為介於鄉村與城市之間、脫離傳統的文化場域又無法融入城市生活的群眾所打造的民謠。然而新創作民謠由於融合了多種音樂風格，包括一些東方元素，也曾面臨不夠純粹的批判。甚至在1972年，南斯拉夫總統狄托與斯塔奈·多蘭茨的政治動作波及了新創作民謠，使得包括紹利奇在內的表演者一度無法出現在電視上。直到1980年狄托去世以後，紹利奇在民間醞釀的影響力才得以重回檯面。
紹利奇一生共錄製了23張單曲、32張專輯，許多的歌曲是由他自己作曲，包括1978年的Dođi da ostarimo zajedno（來吧，讓我們一起變老）。
紹利奇的巡迴演出遍及西歐、美國及澳洲等地，為散居各地的南斯拉夫移民演唱。然而紹利奇的父親在他於澳洲巡迴期間驟逝，使他未能出席第二天舉行的葬禮，此事成為他極大的遺憾。

#### 後期
2010年代，紹利奇長期擔任電視歌唱比賽節目評審。先是在《Zvezde Granda》（意譯為盛大之星）節目擔任了三季的評審，2016年轉往《Pinkove Zvezde》（意譯為粉紅之星）。紹利奇也和節目參賽者建立了合作關係，幫助了包括特雅·泰羅維奇等新進歌手打開了知名度。

### 個人生活
紹利奇與妻子戈爾達娜（Gordana）共有三名子女，分別是一男二女，其中女兒伊爾達·紹利奇也是一名歌手。婚前他還有一名非婚生兒子，紹利奇夫婦曾給予此子經濟支持。
儘管出身於穆斯林家庭，紹利奇並未表明個人有明確的宗教信仰。有時外界武斷宣稱他為羅姆人，但紹利奇本人並未對此做出正式回應。2021年，他的家人曾經針對一部音樂傳記電影中影射紹利奇為羅姆人、犯罪者、並使用了帶有侮辱性的稱呼一事表達不滿，然而未有後續動作。
紹利奇夫婦時而參加塞爾維亞前進黨的活動，並且與塞爾維亞總統亞歷山大·武契奇頗有互動。2023年，紹利奇的Instagram帳號管理者仍然使用已故的紹利奇的名義發文呼籲民眾支持武契奇並號召民眾參與塞爾維亞前進黨的政治活動。

## 榮譽與影響
2018年，他獲得塞爾維亞流行音樂藝術家協會頒發的終身成就獎。
2005年，克羅埃西亞搖滾樂團Let 3在他們的專輯《Bombardiranje Srbije i Čačka》（轟炸塞爾維亞與查查克）中收錄歌曲Dijete u vremenu（時光中的孩子），翻唱自紹利奇的熱門歌曲Dođi da ostarimo zajedno（來吧，讓我們一起變老），呈現出迥異於原唱的搖滾風格。樂團成員表示，他們並不是意圖戲仿，並稱：「（紹利奇）不僅是一名歌手。他是一種文化現象，也是一個時代與風格的象徵。」

## 逝世與紀念

### 意外身亡
2019年2月17日凌晨，紹利奇完成前一天晚上在德国比勒费尔德的音樂演出，他與友人乘坐键盘手米爾薩德·克里奇（Mirsad Kerić）駕駛的西亞特Ibiza汽車，三人預計前往杜塞尔多夫机场搭乘航班返回貝爾格勒。

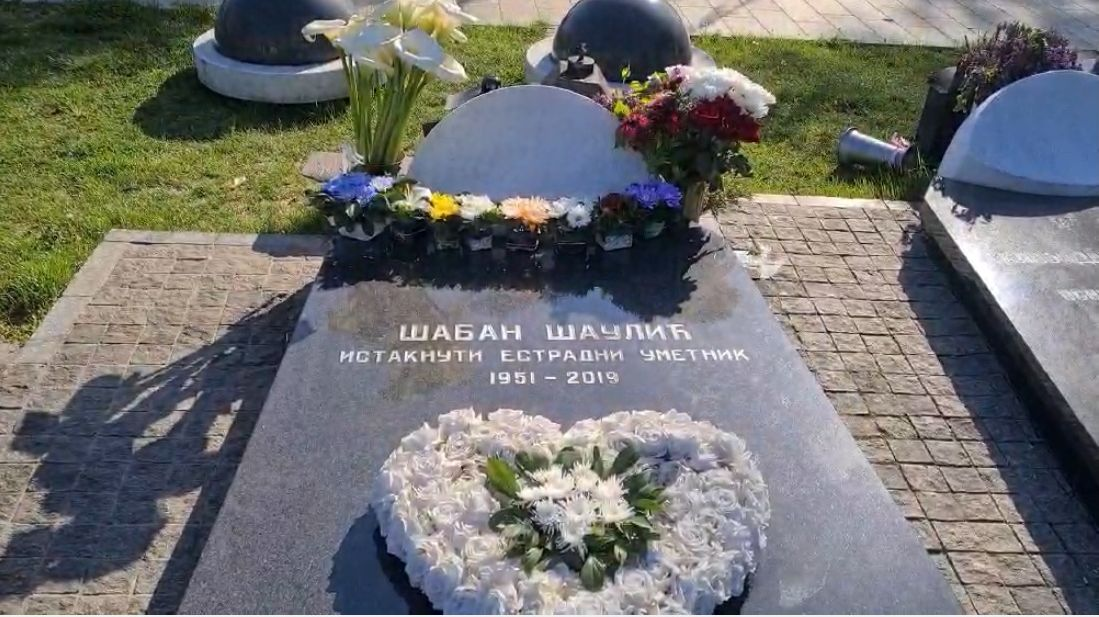
沙班·紹利奇於貝爾格勒的墓地

早上6點50分左右，在比勒费尔德和居特斯洛之间的联邦高速公路2号上，紹利奇乘坐的汽車被一名無照且酒駕的司機駕駛的马自达汽车从后面猛烈撞擊，造成車內三人重傷，馬自達汽車的司機也受到輕傷。紹利奇和克里奇送醫後被宣布不治死亡，而同車友人則生還。
紹利奇於2019年2月22日被安葬在貝爾格勒新公墓的杰出公民巷，葬禮並無依循任何宗教傳統。

### 後續究責
紹利奇去世的消息造成塞爾維亞以及前南斯拉夫地區音樂界和粉絲們的震驚與悲傷。儘管德國媒體傾向於不公開案件當事人資料，塞爾維亞媒體大為關注調查涉事司機身分，指出其為土耳其裔德國公民，並公布了他的姓名、年齡和社交媒體照片等個人資訊，使得涉事司機不得不藏匿身分以避免人身安全的威脅。儘管並無證實有針對涉事司機的攻擊行為，德國法院曾對此隱私洩漏事件作出批評。德國當局起訴涉事司機，罪名包括：兩項過失殺人罪、一項過失嚴重傷害罪、酒後及使用大麻後駕車、以及無照駕駛。
由於2019年COVID-19大流行造成審判推遲近三年。2022年1月，審判終於得以進行。庭審過程中，專家分析指出，被告當時在限速80公里/小時的道路上，行駛速度達到156至193公里/小時。被告被判處有期徒刑3年3個月。 2022年10月，經上訴，被告的刑期被减刑為3年。

### 紀念
2020年2月，紹利奇被追贈塞爾維亞國家金質勳章。
故鄉沙巴茨為他豎立了一座紀念雕像，於2022年9月6日，紹利奇的71歲冥誕這天，舉辦了揭幕儀式。

## 音樂作品
資料來源：Discogs.com

### 專輯
- 1974年：悲傷的風吹過山崗 （Tužno vetri gorom viju）
- 1975年：沙班·紹利奇 （Šaban Šaulić）
- 1978年：來吧，讓我們一起變老 （Dođi da ostarimo zajedno）
- 1979年：我的命運掌握在她手中 （Sudbina je moja u rukama njenim）
- 1980年：我們又回到了幸福的起點 （Ponovo smo na početku sreće）
- 1981年：幸福許諾給你我 （Meni je s tobom sreća obećana）
- 1982年：和你在一起我失去了所有 （Sve sam s' tobom izgubio）
- 1984年：我無法對你說不 / 親愛的別哭 （Tebi ne mogu da kažem ne — Ne plači, dušo）
- 1985年：酒館之夜 （Kafanska noć）
- 1986年：如果酒杯知道 / 晚安愛人 （Kad bi čaša znala — Laku noć ljubavi）
- 1986年：民間音樂的珍珠 〈Biseri Narodne Muzike〉
- 1987年：波西米亞之王相信愛情 （Kralj boema veruje u ljubav）
- 1988年：只為了她 （Samo za nju）
- 1989年：戀人的時光 （Vreme Za Zaljubljene）
- 1989年：愛是一首歌，還是，更是 （Ljubav je pesma i mnogo više）
- 1990年：幫幫我，朋友，幫幫我，兄弟 （Pomozi mi, druže, pomozi mi, brate）
- 1992年：天使之門 （Anđeoska vrata）
- 1994年：愛情戲劇 （Ljubavna drama）
- 1995年：我愛上了愛 （Volim da volim）
- 1996年：致已離去的你 （Tebi koja si otišla）
- 1996年：由衷 （Od srca）
- 1997年：愛是甜蜜的囚徒 （Ljubav je slatka robija）
- 1998年：忘記你 （Tebe da zaboravim）
- 2000年：為新千年 （Za novi milenijum）
- 2001年：母親啊，你的盛宴將成空 （Nema ništa, majko, od tvoga veselja）
- 2002年：國王與僕人 （Kralj i sluga）
- 2003年：沙班·紹利奇 （Šaban Šaulić）
- 2005年：緊緊相衣 （Telo uz telo）
- 2006年：富有的窮人 （Bogati siromah）
- 2008年：沙班·紹利奇 （Šaban Šaulić）

## 外部連結
- Saban Saulic在互联网电影资料库（IMDb）上的資料（英文）